# Tour de France 2007/20. Etappe
| Etappe 20                     |                     |                         |
| Ergebnis der 20. Etappe       |                     |                         |
| Etappensieger                 | Daniele Bennati     | 3:51:03 h (37,914 km/h) |
| Zweiter                       | Thor Hushovd        | gl. Zeit                |
| Dritter                       | Erik Zabel          | gl. Zeit                |
| Vierter                       | Robert Hunter       | gl. Zeit                |
| Fünfter                       | Tom Boonen          | gl. Zeit                |
| Sechster                      | Sébastien Chavanel  | gl. Zeit                |
| Siebter                       | Fabian Cancellara   | gl. Zeit                |
| Achter                        | David Millar        | gl. Zeit                |
| Neunter                       | Robert Förster      | gl. Zeit                |
| Zehnter                       | Manuel Quinziato    | gl. Zeit                |
| Kämpferischster Fahrer        | Freddy Bichot       | Freddy Bichot           |
| Endstände nach der 20. Etappe |                     |                         |
| Gelbes Trikot                 | Alberto Contador    | 91:00:26 h              |
| Zweiter                       | Cadel Evans         | + 0:23 min              |
| Dritter                       | Levi Leipheimer     | + 0:31 min              |
| Grünes Trikot                 | Tom Boonen          | 256 P.                  |
| Zweiter                       | Robert Hunter       | 234 P.                  |
| Dritter                       | Erik Zabel          | 232 P.                  |
| Gepunktetes Trikot            | Mauricio Soler      | 206 P.                  |
| Zweiter                       | Alberto Contador    | 128 P.                  |
| Dritter                       | Jaroslaw Popowytsch | 105 P.                  |
| Weißes Trikot                 | Alberto Contador    | 91:00:26 h              |
| Zweiter                       | Mauricio Soler      | + 16:51 min             |
| Dritter                       | Amets Txurruka      | + 49:34 min             |
| Teamwertung                   | Discovery Channel   | 273:12:22 h             |
| Zweiter                       | Caisse d’Epargne    | + 19:36 min             |
| Dritter                       | Team CSC            | + 22:10 min             |
| Kämpferischster Fahrer        | Amets Txurruka      | Amets Txurruka          |

Die 20. Etappe der Tour de France 2007 am 29. Juli war 146 Kilometer lang und führte die verbliebenen 139 Fahrer von Marcoussis, dem Trainingszentrum der französischen Rugby-Union-Nationalmannschaft, nordwärts durch die nördliche Region der Île-de-France, im Einzelnen durch die Départements Essonne und Yvelines, von Süden nach Paris auf die Champs-Élysées. Von dort wurde auf dem 6,5 Kilometer langen Rundkurs zwischen Tuilerien, Rue de Rivoli, Place de la Concorde und Place Charles de Gaulle die Ziellinie acht Mal überquert, bevor mit der neunten Zielüberquerung die Rundfahrt endete. Die zehnte und gleichzeitig letzte Flachetappe wies die letzten zwei Bergwertungen der Rundfahrt auf, beide in die vierte Kategorie eingestuft.
Wie in den vergangenen Jahren glich der erste Teil der Etappe, der mit dem Start in Marcoussis an die bevorstehende Rugby-Union-Weltmeisterschaft in Frankreich erinnern sollte, einer gemütlichen Bummelfahrt auf der die verschiedenen Trikotträger und Wertungsführenden für die Kameras der Fotografen und des Fernsehens posierten.
Mit der Einfahrt des Teams Discovery Channel auf die Schlussrunde auf den Champs-Élysées begann das Rennen dann. Nachdem das Feld die erste Zielpassage noch geschlossen überfahren hatte, lancierte der Franzose Freddy Bichot 48 Kilometer vor dem Ziel den ersten Angriff. Der Agritubel-Fahrer konnte sich jedoch nie mehr als 20 Sekunden vom Peloton absetzen und wurde nach nur acht Kilometern Alleinfahrt an der Spitze zunächst von Marcus Burghardt und Vicente García Acosta und dann auch vom Feld eingeholt. Kurz vor Ende der zweiten Runde setzte sich eine zehnköpfige Gruppe, bestehend aus Juan Antonio Flecha, Murilo Fischer, Christian Knees, Simon Gerrans, Alessandro Ballan, Ronny Scholz, Mickaël Delage, Nicolas Portal, José Iván Gutiérrez und Anthony Charteau, an die Spitze des Rennens. Sie blieben bei einem Maximalvorsprung von nur 45 Sekunden bis neun Kilometer vor dem Ziel in Führung, ehe acht Fahrer vom Hauptfeld, inzwischen angeführt von den Mannschaften Barloworld und Crédit Agricole, eingeholt wurden. Lediglich die beiden Spanier Flecha und Gutiérrez konnten sich weitere sieben Kilometer dem Feld entziehen und wurden 2000 Meter vor der Ziellinie gestellt. Im anschließenden Massensprint des Feldes sicherte sich der Italiener Daniele Bennati seinen zweiten Etappensieg im Rahmen der Rundfahrt, gefolgt von Thor Hushovd, der im Jahr zuvor die Schlussetappe gewinnen konnte, und Erik Zabel.
Die Gesamtwertung gewann mit Alberto Contador der erste Spanier seit Miguel Induráin im Jahr 1995 und der jüngste Fahrer seit Jan Ullrich im Jahr 1997. Den zweiten Platz belegte Cadel Evans, dem die beste Platzierung eines Australiers in der Geschichte der Rundfahrt gelang, gefolgt von Levi Leipheimer auf dem dritten Platz, der die guten Ergebnisse der US-Amerikaner bei den vorangegangenen Frankreich-Rundfahrten fortsetzte. Contadors Vorsprung von 23 Sekunden auf den Zweitplatzierten Evans war der zweitkleinste in der Rundfahrtsgeschichte und wurde nur von den acht Sekunden, die Greg LeMond und Laurent Fignon 1989 trennten, unterboten. Die 31 Sekunden Rückstand auf den Drittplatzierten Leipheimer markierten sogar den geringsten Abstand aller Zeiten zwischen den drei Fahrern auf dem Podium und war um 58 Sekunden geringer als die im vorangegangenen Jahr aufgestellte Bestmarke unter den Fahrern Floyd Landis, Óscar Pereiro und Andreas Klöden von 1:29 Minuten. Das Grüne Trikot gewann erstmals der Belgier Tom Boonen mit 22 Punkten Vorsprung auf den ersten südafrikanischen Etappensieger Robert Hunter. Die Bergwertung sicherte sich mit Mauricio Soler ebenfalls ein aufstrebender Jungprofi, der nach Luis Herrera und Santiago Botero der dritte Kolumbianer war, dem dies gelang. Ihm folgten, nach dem Ausschluss von Michael Rasmussen, mit großem Abstand Gesamtsieger Contador und dessen Teamkollege Jaroslaw Popowytsch. Contador konnte neben dem Gesamtsieg und dem zweiten Platz in der Bergwertung auch die Nachwuchswertung vor Mauricio Soler und Amets Txurruka gewinnen, der am Vortag als Kämpferischster Fahrer der Rundfahrt ausgezeichnet wurde. Die Mannschaftswertung entschied das Team Discovery Channel erstmals seit ihrem Bestehen für sich und distanzierte die Mannschaften Caisse d’Epargne und CSC deutlich um mehr als 19 Minuten.

## Zwischensprints
1. Zwischensprint in Châtenay-Malabry (Kilometer 74) (155 m ü. NN)
| Erster  | Lilian Jégou    | 6 P. und 6 s |
| Zweiter | Carlos Barredo  | 4 P. und 4 s |
| Dritter | Steven de Jongh | 2 P. und 2 s |

2. Zwischensprint in Haut des Champs-Elysées (Kilometer 108,5) (60 m ü. NN)
| Erster  | Simon Gerrans     | 6 P. und 6 s |
| Zweiter | Alessandro Ballan | 4 P. und 4 s |
| Dritter | Nicolas Portal    | 2 P. und 2 s |

## Bergwertungen
Côte de Saint-Rémy-lès-Chevreuse, Kategorie 4 (Kilometer 51) (128 m ü. NN)
| Erster  | Gert Steegmans   | 3 P. |
| Zweiter | Thomas Lövkvist  | 2 P. |
| Dritter | Frederik Willems | 1 P. |

Côte de Châteaufort, Kategorie 4 (Kilometer 54,5) (136 m ü. NN)
| Erster  | Gert Steegmans      | 3 P. |
| Zweiter | Michael Albasini    | 2 P. |
| Dritter | Jaroslaw Popowytsch | 1 P. |